# Étang de Légunabens
L'étang de Légunabens est un lac naturel de montagne d'origine glaciaire, situé dans le massif des Pyrénées françaises dans le département de l'Ariège, à 1 655 mètres d’altitude. 

## Géographie

### Topographie
L'étang de Légunabens se situe dans l'ensemble lacustre des étangs de Bassiès dans la haute vallée de Vicdessos, sur la commune d'Auzat.
Il est niché dans un massif granitique, à proximité du sentier de grande randonnée GR10.
À proximité, légèrement plus au sud  se trouve l'ensemble lacustre des étangs de Bassiès, dont les l'étang Long de Bassiès et l'étang Majeur sont les plus proches. L’étang de Légunabens est dans le périmètre du parc naturel régional des Pyrénées ariégeoises.

## Faune
D’une superficie d’environ un hectare, on y observe des truites fario.

## Voie d’accès et randonnées
L'accès s'effectue par la vallée d'Auzat, à partir du pont de Massada, en empruntant le sentier de grande randonnée GR10. Il faut compter 2h30 de marche pour l'atteindre.